# Cartoon Network: Punch Time Explosion
Cartoon Network: Punch Time Explosion är ett crossover-fightingspel utgivet 2011. Det utvecklades av Papaya Studio och utgavs av Crave Entertainment, ursprungligen till Nintendo 3DS. Spelet innehåller figurer från flera olika tecknade TV-serier.

### Fotnoter
1. ↑  ”Arkiverade kopian”. Arkiverad från originalet den 9 mars 2016. https://web.archive.org/web/20160309025542/http://www.gamewatcher.com/news/2012-02-02-punch-time-explosion-xl-slamming-in-europe-in-april. Läst 25 mars 2017.
2. ↑  ”Cartoon Network: Punch Time Explosion Review” (på engelska). IGN. 29 juli 2011. http://www.ign.com/articles/2011/07/29/cartoon-network-punch-time-explosion-review. Läst 15 maj 2015.